# Malatia-Sebastia
Malatia-Sebastia (Armeens: Մալաթիա-Սեբաստիա վարչական շրջան, Malatia-Sebastia varčakan šrĵan) is een van de 12 administratieve districten van de Armeense hoofdstad Jerevan.

## Ligging
Malatia-Sebastia grenst aan de districten Ajapnyak in het noorden, Kentron in het oosten en Shengavit in het zuiden. In het oosten grenst het aan de provincie Armavir en in het zuidoosten aan de provincie Ararat. De naam van het district verwijst naar twee voormalige Armeense nederzettingen in het huidige Turkije, namelijk Malatya en Sivas.
Het district is onofficieel ingedeeld in enkele wijken zoals Nor Malatia, Zoravar Andranik, Shahumyan, Araratyan en Haghtanak.

## Fotogalerij

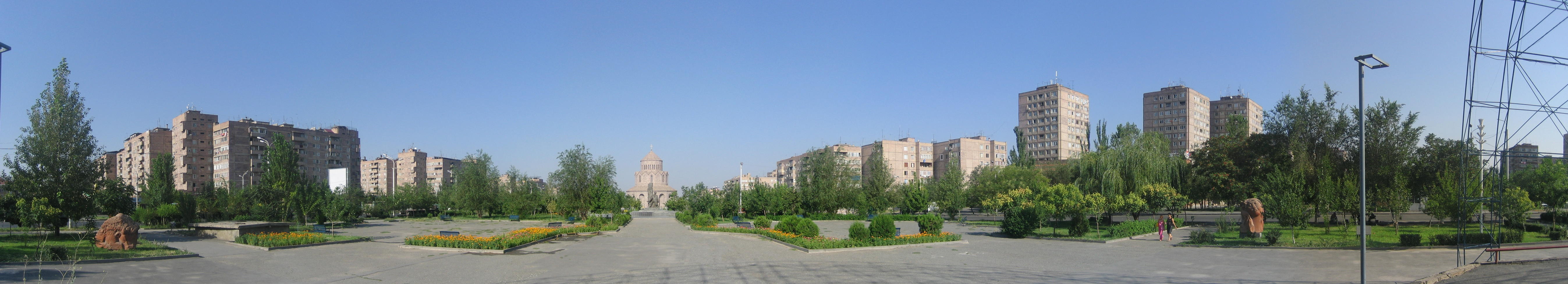
Panoramisch zicht op het district Malatia-Sebastia

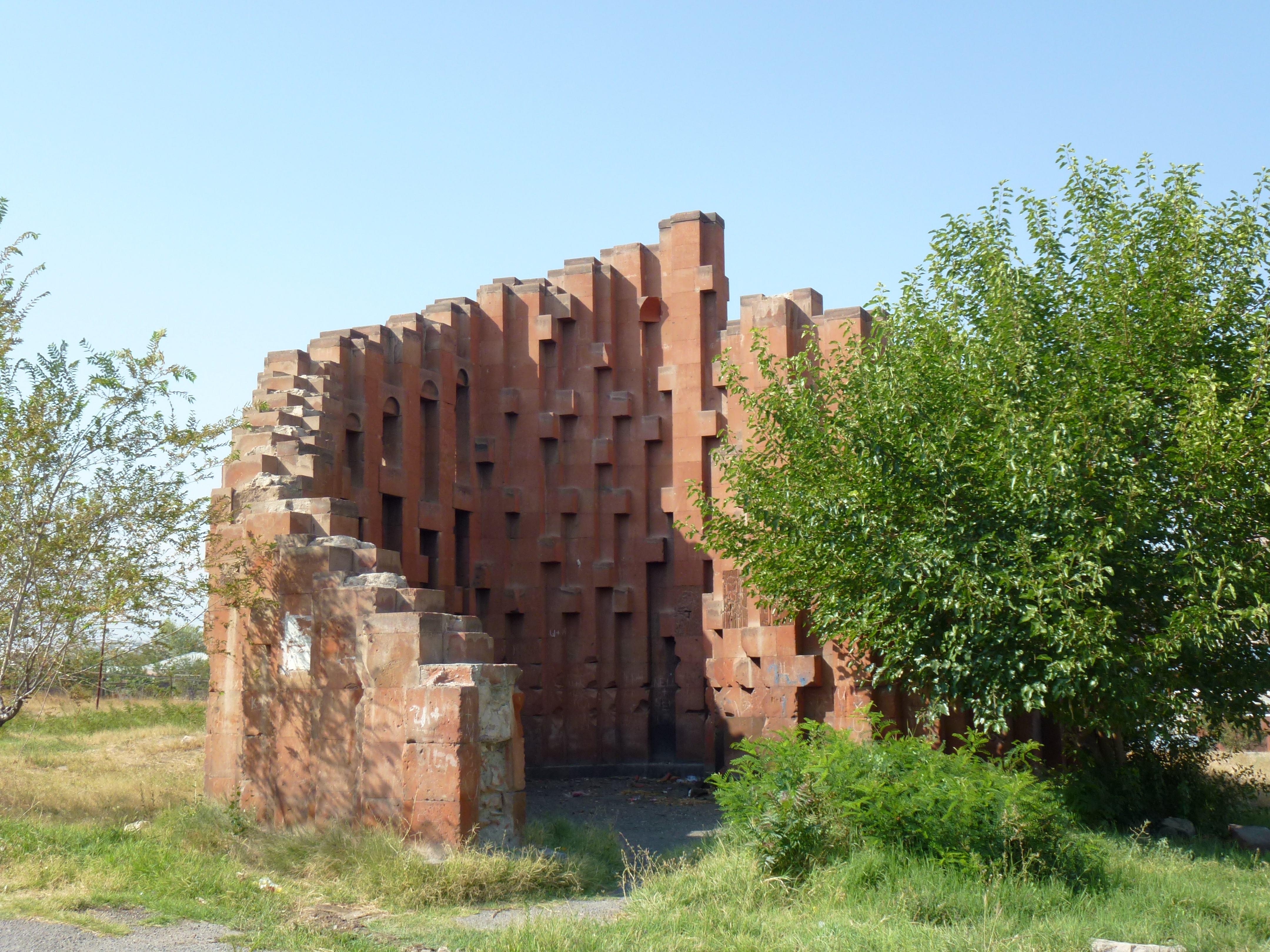
Nagorno-Karabachoorlogsmonument
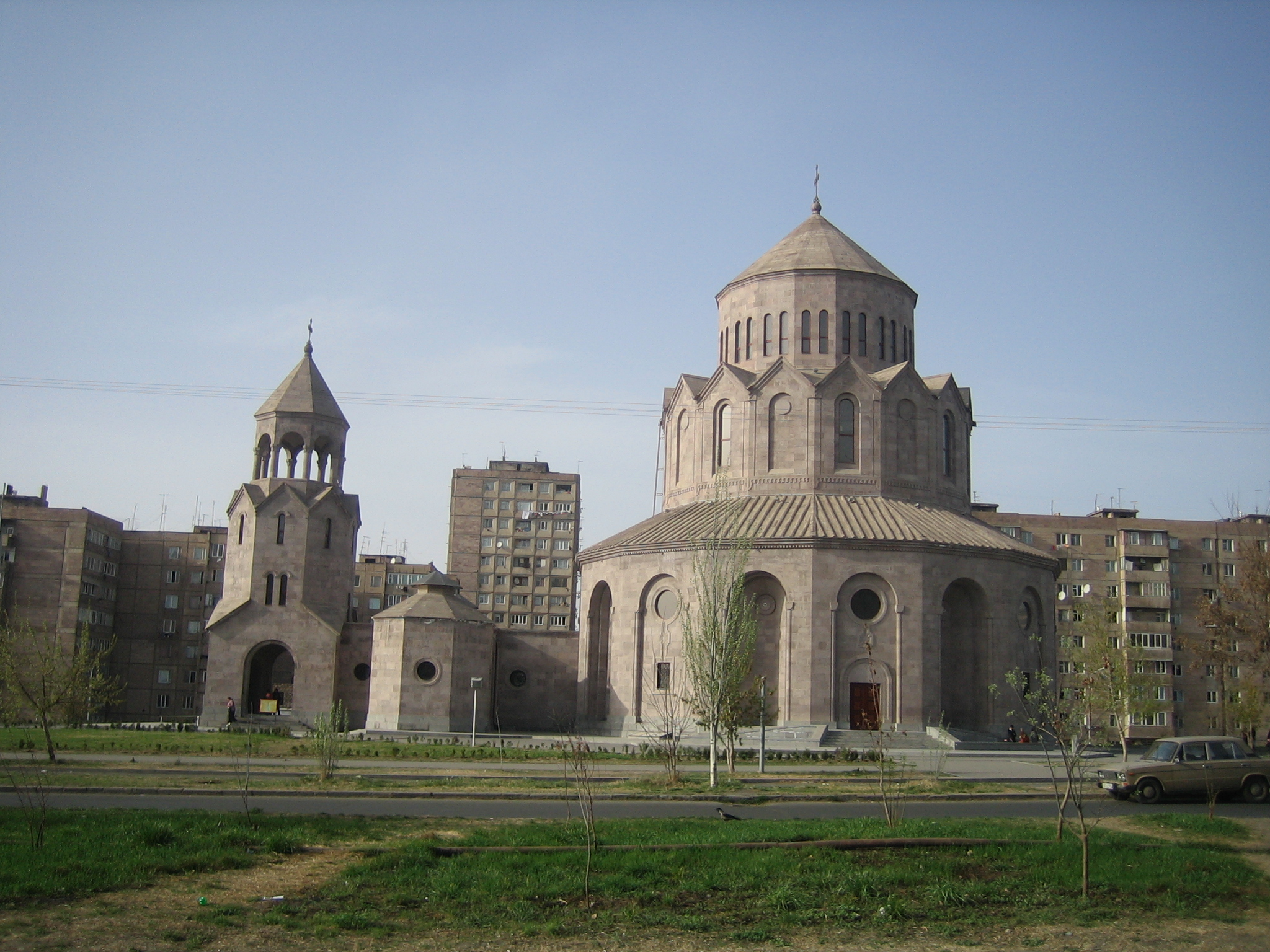
Helige Drievuldigheidkerk
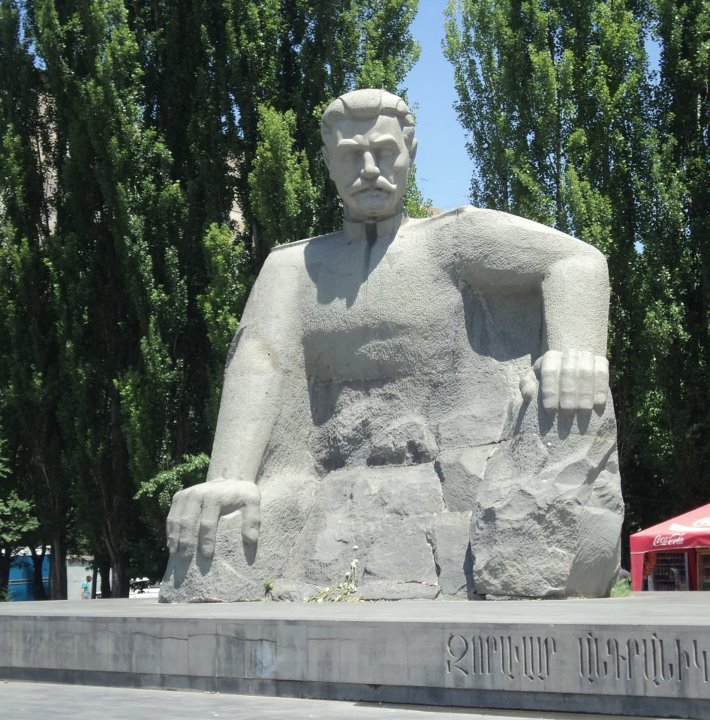
Standbeeld van generaal Andranik
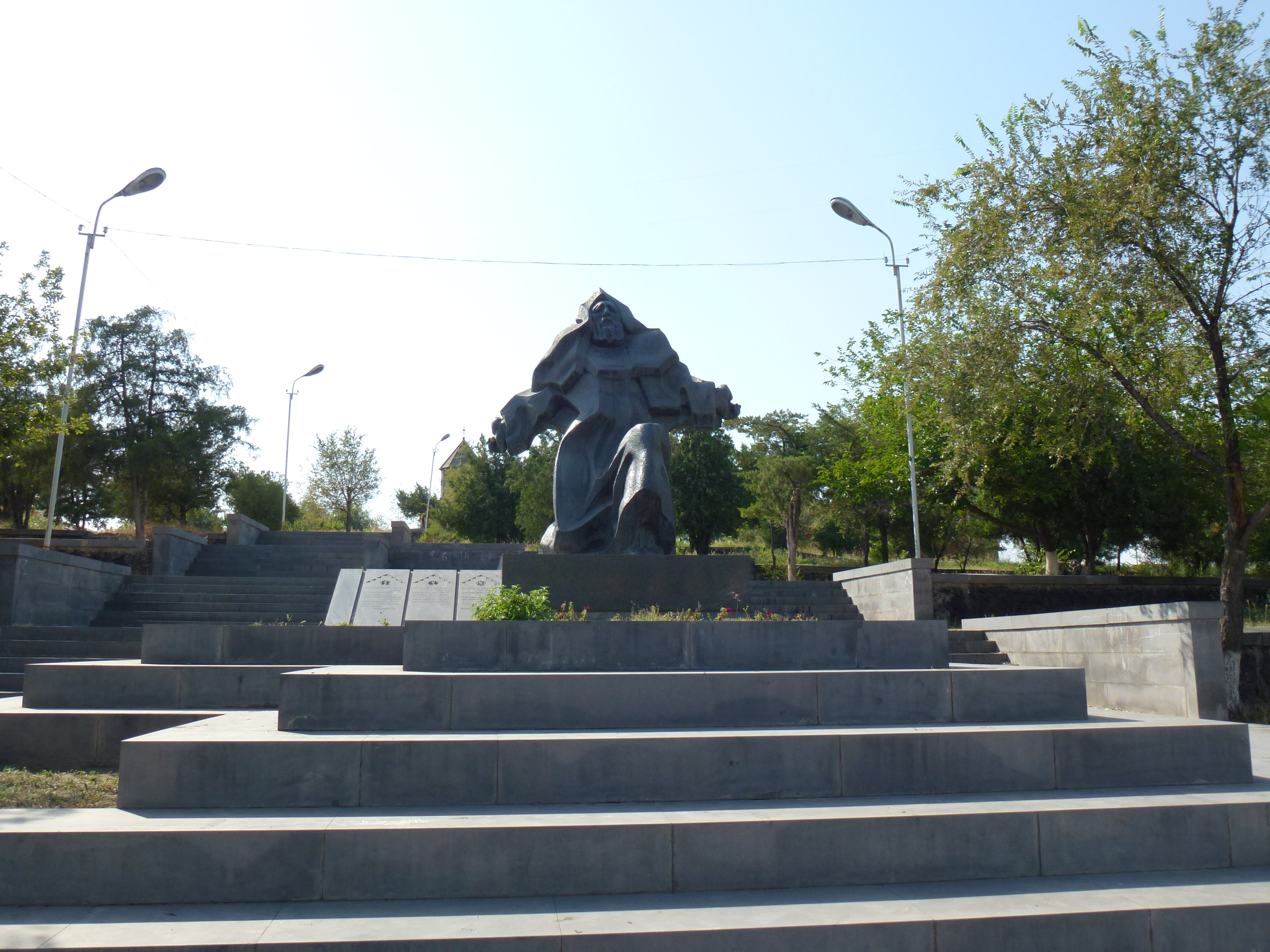
Standbeeld van Gregorius van Narak

Ajapnyak ·
Arabkir ·
Avan ·
Davtashen ·
Ereboeni ·
Kanaker-Zeytun ·
Kentron ·
Malatia-Sebastia ·
Nor-Nork ·
Nork-Marash ·
Nubarashen ·
Shengavit